# Disney Magic
La Disney Magic è una nave da crociera della compagnia di navigazione Disney Cruise Line, sussidiaria della The Walt Disney Company.

## Storia
La The Walt Disney Company nel 1995 aprì una sussidiaria chiamata Disney Cruise Line per entrare nel mercato delle crociere a tema; parallelamente alla costituzione della nuova sussidiaria il management ordinò all'italiana Fincantieri la costruzione di due imponenti navi da crociera: appunto la Magic e la Wonder. Le due navi sono praticamente gemelle visto che si differenziano tra loro solo per pochi particolari.
La Magic è stata assemblata nel Cantiere navale di Marghera, a Venezia tra il 1996 e il 1998.
Naviga principalmente nei Caraibi ma è stata utilizzata anche nel Mediterraneo.